# Dobona
Dobona est un village de la région de l'Extrême-Nord (Cameroun), département du Mayo-Danay, à proximité de la frontière avec le Tchad. Il jouxte au nord par le village Gassoua, à l’est Guimri, au Sud Bayga et à l'ouest Karam 2. Il fait partie du canton de Bougoudoum, l'un des deux cantons de l'arrondissement de Gobo.

## Démographie
Lors du recensement de 2005 (RGPH3), Dobona comptait 737 habitants dont 350 hommes (47 %) et 387 femmes (53 %). La population de Dobona représente 1,3 % de celle de la commune de Gobo.